# Артёмовская ТЭЦ (Свердловская область)
Артёмовская ТЭЦ — предприятие энергетики в г. Артёмовский, Свердловская область, входит в АО «Облкоммунэнерго».

## История и деятельность
Артёмовская ТЭЦ создана в 1990 году на базе Егоршинской ГРЭС (пуск первой очереди Егоршинской ГРЭС состоялся в 1923 году).
Выработка станцией электроэнергии прекращена в 2003 году. В настоящее время Артёмовская ТЭЦ обеспечивает тепловой энергией (тепло и горячая вода) бытовых и промышленных потребителей города Артёмовский. Установленная тепловая мощность — 120 Гкал/час.
В 2009 году ТГК-9 продало Артемовскую ТЭЦ как непрофильный актив.